# Die Lokalmatadore
Die Lokalmatadore war eine 1982 von Bubba, Rommel und Ralph gegründete Punkband aus Mülheim an der Ruhr, die ebenso wie Bluttat aus der Band Pissrinne hervorging.

## Bandgeschichte
Die Lokalmatadore wurden 1982 in Mülheim, Ruhr aus Mitgliedern der Band Pissrinne gegründet. Deren Mitglied Michel „Bubba“ Toenges übernahm auch bis zum Einstieg von Christof „ElFisch“ Schneiderbanger 1987 den Gesang und war Mitglied bei Bluttat. Schneiderbanger kam 1987 zur Band nachdem er vorher in dem Dada-Projekt Gerry Nücherlein und die Sumpfseeschwalben und dem Art-Rock-Projekt Dead Popstars mitwirkte. 1989 erschien mit der selbst produzierten EP Bizzchen arm, die einen Auftritt vom Scumfuck-Festival enthielt, der erste Tonträger der Band.
1991 erschien das erste Album Ein Leben für die Ärmsten. Das Covermotiv ist an Slades Album Slayed? angelehnt. 1992 stieß Jörg „Blüm“ Neuenfeldt zur Band, der bei Quellmann und Die Ruhrpottkanaken Schlagzeug spielte. 1992 folgte Arme Armee, erstmals auf ihrem Hauslabel Teenage Rebel Records, wo mit Ausnahme einiger Veröffentlichungen für Willi Wuchers Scumfuck Mucke alle weiteren Alben und Singles erschienen.
Bei dem Album Heute ein König … morgen ein Arschloch parodierte die Band auf dem Albumcover eine Werbung von König Pilsener und erhielt ein Schreiben von der Rechtsabteilung, was jedoch nie einen Effekt hatte. In den 1990ern erschienen einige gemeinsame Veröffentlichungen mit der finnischen Band Klamydia.
2000 folgte das vierte Album Männer Rock'n'Roll.
2004 erschien die Raritäten-Kompilation Armutszeugnisse, eine Zusammenfassung von raren Liedern, Sampler- und Singlestücken. Im selben Jahr spielte die Band auf dem Full Force.
Das letzte Studioalbum Söhne Mülheims erschien 2010. 2011 folgte die Fußball-Kompilation Alle unsere Schalke Lieder.
Die Band trat bis 2024 weiterhin live auf, unter anderem als Stammgast auf dem Ruhrpott Rodeo sowie dem Back to the Future Festival in Glaubitz, veröffentlichte aber keine Tonträger mehr. Im Oktober 2024 kündigten sie ihre Auflösung an. Ihre Abschiedskonzerte sollen vom 13. bis 16. Februar 2025 stattfinden.

## Musikstil und Image
Die Band spielt Punkrock im Stile englischer und US-amerikanischer Bands, darunter den Ramones und Cock Sparrer, deren Songs sie bereits gecovert haben. Auch Schlager spielt eine gewisse Rolle, so coverte die Band unter anderem auch Peter Alexanders Ich lass’ dir den Kochtopf, lass’ du mir mein Bier sowie Howard Carpendales Ich geb' mir selbst ne Party. Dabei gilt die Band als durchaus musikalisch versiert und übernimmt auch Elemente des Oi!, des 60er Jahre Beats, dem Glam-Rock, des Skas oder der Neuen Deutschen Welle.
Die Texte sind eher simpel gestrickt und behandeln Themen wie Alkoholkonsum, Fußball, Ruhrpott und sexuelle Themen, stark ironisiert und sarkastisch. Sie sind starke Supporter des Fußballvereins FC Schalke 04, dem sie mehrere Lieder, eine EP unter dem Namen Die Pokalmatadore und das Album Alle unsere Schalke Lieder (2011) widmeten. Zum Teil laufen die Lieder auch im Stadion. Die Texte sind vornehmlich unpolitisch, die Band distanziert sich jedoch von der Grauzone und schrieb das Anti-Nazi-Lied Wat will der Sack da?, das inhaltlich auf Nazis bei Fußballspielen eingeht. Zudem wurden einigen Alben Aufkleber und Spuckis der Schalker-Fan-Initiative Schalker gegen Rassismus beigelegt.
Trotz des Alkoholismus-Image trinkt Sänger ElFisch seit 2001 aus gesundheitlichen Gründen keinen Alkohol mehr.
Der Band wird wegen einiger Texte der Vorwurf gemacht, sexistisch zu sein. Unter anderem darf sie daher in Szene-Hochburgen wie dem Conne Island und dem AZ Mülheim nicht spielen. Die Band verweist dabei auf die Kunstfreiheit und die fehlende Ernsthaftigkeit der einzelnen Texte sowie das Merkmal der Parodie. Zudem verstehen sie sich eher als obszön und weisen Vorwürfe der Frauenfeindlichkeit von sich. Auch aufgrund der Texte wird die Band immer wieder mit Die Kassierer verglichen, mit der die Band auch eine Freundschaft verbindet.
Weitere Freundschaften unterhält die Band unter anderem mit Pöbel & Gesocks, der finnischen Band Klamydia sowie den Ruhrpottkanaken.

## Weitere Projekte
Sänger ElFisch tritt neben der Band auch als Duo Fisch & Oldrik auf, mit der Country-Band Freeway Cash und solo als „El Fisch“, früher war er mit der Rock-’n’-Roll-Band The Swollen Legs aktiv. 2021 war er Mitbegründer der Allstar-Band Verstörte Becker, bei dem neben ihm noch Nickolaj Sonnenscheiße (Die Kassierer), Alex Schwers (Ruhrpott Rodeo, Slime) und Thorsten Lersch (Pott Riddim) aktiv sind. Jörg „Blüm“ Neuenfeldt ist weiterhin gelegentlich mit den Ruhrpottkanaken aktiv. Michel Bubba Toenges spielte außerdem auf einigen Alben der Pöbel-&-Gesocks-Vorgängerband Beck’s Pistols, trennte sich jedoch von der Band, als es mit Die Lokalmatadore richtig losging.

## Diskografie

### Alben
- 1991: Ein Leben für die Ärmsten (D&S Recordings/Arm Records)
- 1992: Arme Armee (Teenage Rebel Records)
- 1994: Heute ein König … morgen ein Arschloch (Teenage Rebel Records)
- 2000: Männer Rock'n'Roll (Teenage Rebel Records)
- 2010: Söhne Mülheims (Teenage Rebel Records)

### Kompilationen und Livealben
- 1995: Mülheim (Picture-LP/Lokalmatadors Part von der Klamydia-Split-CD, Teenage Rebel Records)
- 2004: Armutszeugnisse (Raritätensammlung, Teenage Rebel Records)
- 2010: Punk Weihnacht (Weihnachts-EP plus Livealbum, Teenage Rebel Records)
- 2011: Alle unsere Schalke Lieder (Teenage Rebel Records)

### EPs
- 1989: Bizzchen arm (Teenage Rebel Records)
- 1994: Punk Rock Band in Mülheim / Ruhr EP (Teenage Rebel Records)
- 1995: Dat is Schalke 04 (als Die Pokalmatadore, Teenage Rebel Records)
- 2000: Wir hassen die Ramones (7’’, Teenage Rebel Records)

### Singles
- 1994: Los Kumpel, laß knacken (Teenage Rebel Records)

### Split-Veröffentlichungen
- 1992: Keine Ostler/Trabi-Reiner (Split-EP mit Beck's Pistols, Teenage Rebel Records)
- 1994: Deutschland von hinten (Split-EP mit Klamydia, Scumfuck Mucke/Kråklund)
- 1994: Voice of the Ruhrpott (Split-EP mit Pöbel & Gesocks, Scumfuck)
- 1995: Himmelachtungperkele (2CD mit Klamydia, Teenage Rebel Records)
- 1996: Kipsi (Split-EP mit Klamydia, Teenage Rebel Records)

### VHS/DVD
- 1996: Cobra Club, Solingen 11.05.96 (VHS, Barn End Productions)
- 2012: Dicke am Damm – Lokalfernsehen von 1985 bis 2012 (2DVD, Teenage Rebel Records)

### Exklusive Samplerbeiträge
- 1990: Langeweile und Ich bin dumm (Akustik-Version) (auf Neues Deutschland)
- 1994: Fette Motte (Original vom Macc Lads, auf Sicher gibt es bessere Zeiten … doch diese ist die unsere Vol. 4)
- 1995: Ich geb' mir selbst ne Party (Original von Howard Carpendale, auf Punk Chartbusters Vol. 2)
- 1997: Anne Wand (Original von Cock Sparrer, auf Punk Rock Makes the World Go Round)
- 2003: Urlaubszeit (Original von Terrorgruppe, auf Aggropop Now)
- 2004: Gefangene der Straße (auf Liebe Autos Abenteuer – Eine Hommage an Gunter Gabriel)
- 2005: Mongo mit der Bongo (auf Kunst! 20 Jahre Die Kassierer)
- 2006: Lustig sein! (live) (auf Force Attack Festival-Sampler 2006)